# Witold Biernawski

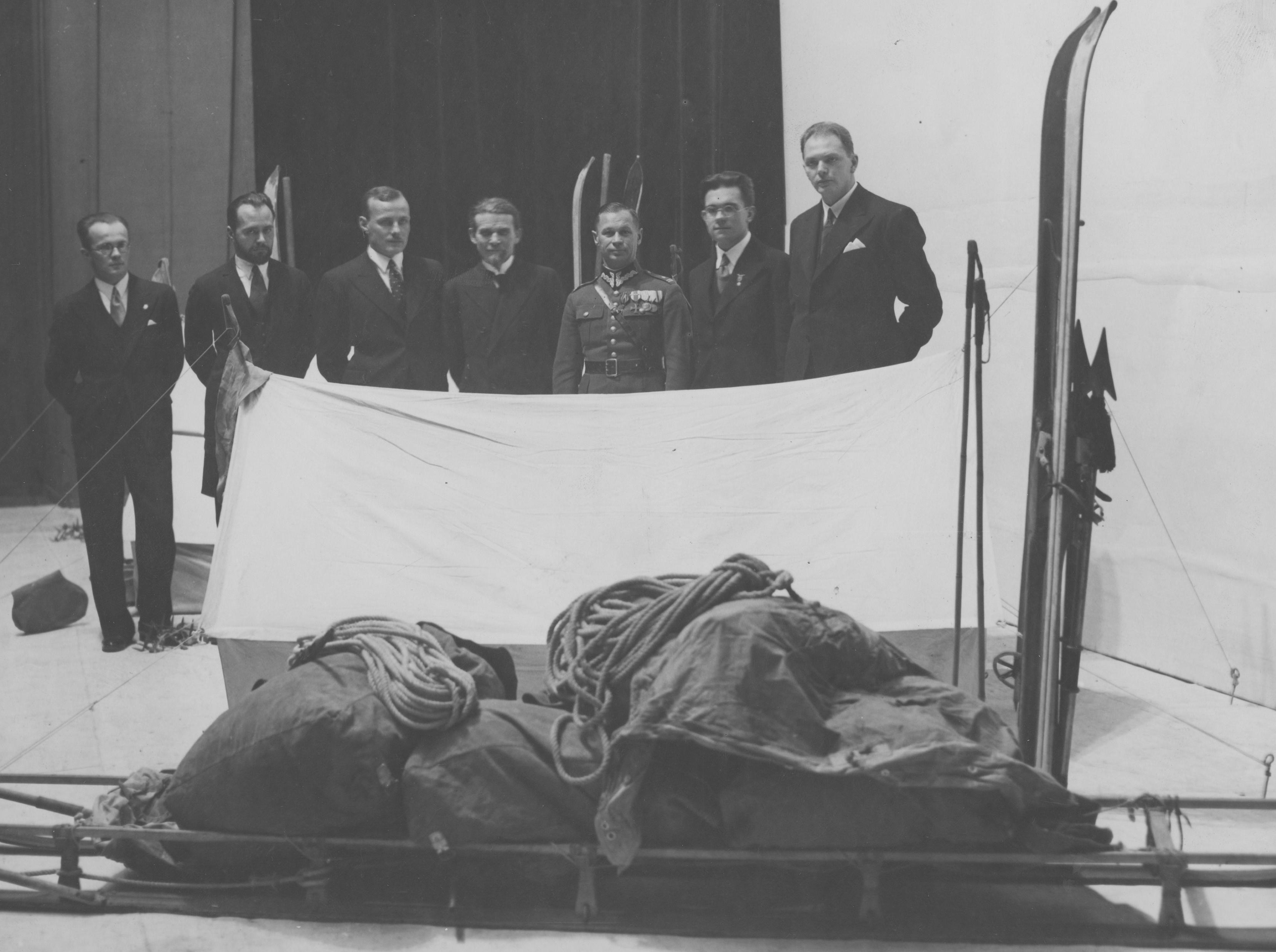
Uczestnicy polskiej wyprawy naukowej w 1934 r. na Spitsbergen. Stoją od lewej: Henryk Mogilnicki, Stefan Bernadzikiewicz, Stefan Zbigniew Różycki, prof. Antoni Bolesław Dobrowolski, mjr Sylweriusz Zagrajski, Stanisław Siedlecki, Witold Biernawski.

Witold Franciszek Marian Biernawski (ur. 2 grudnia 1898 w Sosnowicy, zm. 30 czerwca 1957 w Krakowie) – polski wykładowca, profesor dr inżynier, poseł na Sejm PRL I kadencji (1952–1956).

## Życiorys

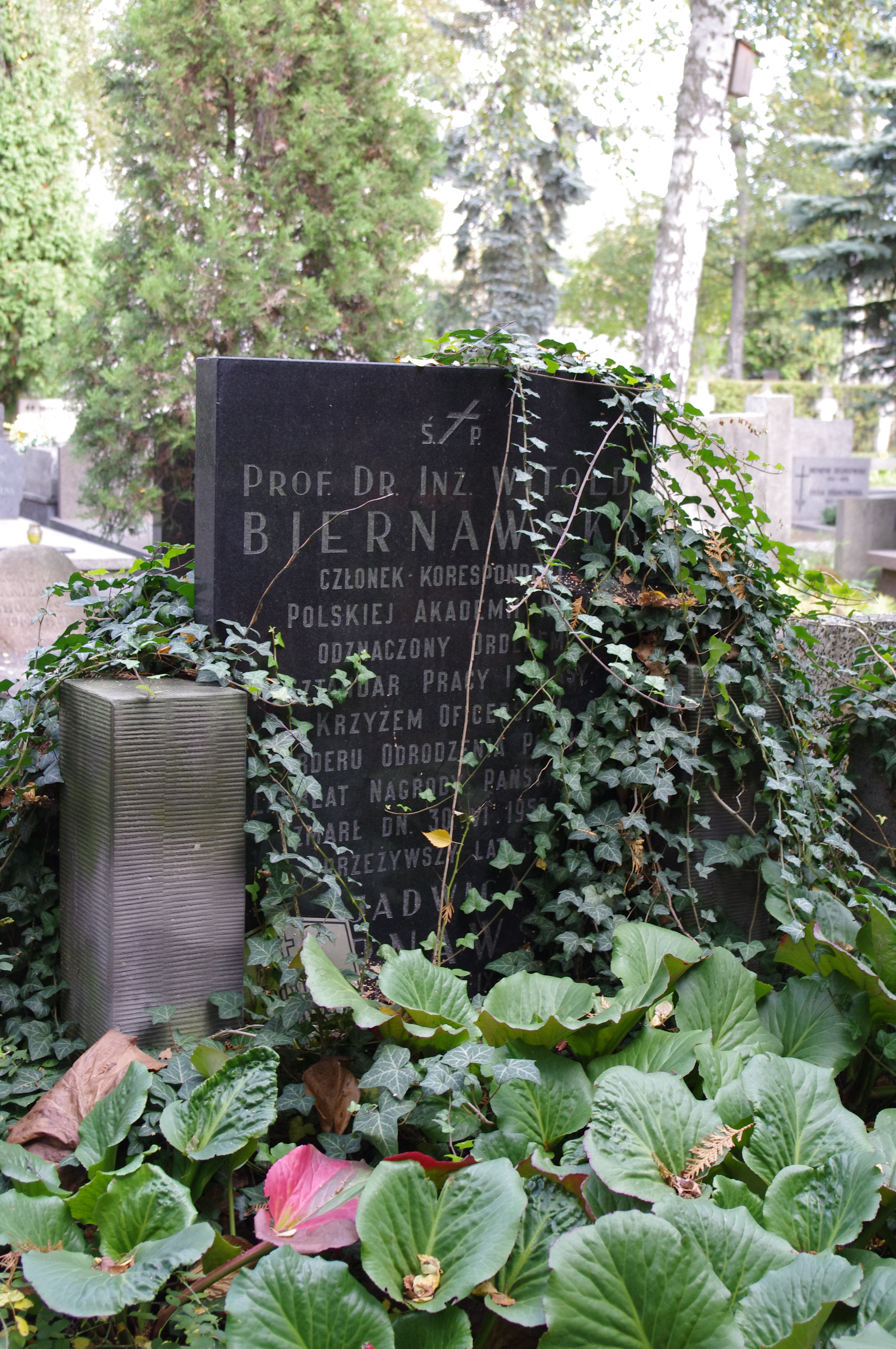
Grób inż. Witolda Biernawskiego na cmentarzu Wojskowym na Powązkach w Warszawie

Urodził się 2 grudnia 1898 w Sosnowicy, w rodzinie Wacława i Heleny. Przed wybuchem I wojny światowej uczył się w szkole handlowej w Moskwie. W 1915 wraz z rodziną wyjechał do Smoleńska. W latach 1915–1917 studiował w Instytucie Politechnicznym w Niżnym Nowgorodzie. W 1917 powrócił do Moskwy, gdzie wziął udział w rewolucji październikowej. W latach 1917–1918 pracował w Ludowym Komisariacie Spraw Wewnętrznych Rosji Radzieckiej.
W 1918 powrócił do Polski. Kontynuował studia na Politechnice Warszawskiej, podjął również naukę na Wydziale Matematyczno-Przyrodniczym Uniwersytetu Warszawskiego, na którym w 1929 uzyskał absolutorium z prawami nauczania przedmiotów ścisłych. W 1932 został absolwentem Politechniki ze stopniem inżyniera-mechanika, po czym podjął pracę na tej uczelni w charakterze asystenta Zakładu Obróbki Metali Politechniki Warszawskiej (od 1938: adiunkta). Zajmował się teorią skrawania. Był również zatrudniony w Centralnym Laboratorium Państwowych Wytwórni Uzbrojenia, gdzie opracował kilka prototypowych przyrządów kontrolno-pomiarowych, m.in. gładkościomierz. W 1934 wziął udział w pierwszej polskiej wyprawie na Spitsbergen, podczas której polscy naukowcy opracowali mapy geologiczne północno-zachodniej części Ziemi Torella. 
W okresie II wojny światowej był zaangażowany w tajne nauczanie szczebla wyższego (na Kursach Kreśleń Technicznych Politechniki Warszawskiej). Był więziony na Pawiaku. W 1945 powrócił do pracy naukowej, stając na czele Katedry Mechanicznej Obróbki Metali Akademii Górniczej (w 1947 pełnił obowiązki prodziekana, od 1948 prorektora). Następnie (do końca życia) sprawował funkcję dyrektora Instytutu Naukowo-Badawczego Obrabiarek i Obróbki Skrawaniem. Był członkiem korespondentem PAN (od 1952). W 1949, jako prorektor AGH, rzucił hasło współpracy naukowców z robotnikami.
W 1952 uzyskał mandat posła na Sejm PRL I kadencji w okręgu Chrzanów z ramienia Stronnictwa Demokratycznego. Był członkiem Komisji Budżetowej oraz Przemysłowej (jako wiceprzewodniczący).
Zmarł w Krakowie. Pochowany na cmentarzu Wojskowym na Powązkach w Warszawie (kwatera B2-12-10).

## Ordery i odznaczenia
- Order Sztandaru Pracy I klasy (22 lipca 1949)[6]
- Krzyż Oficerski Orderu Odrodzenia Polski (15 listopada 1952)[7]
- Złoty Krzyż Zasługi (11 lipca 1948)[8]
- Srebrny Krzyż Zasługi
- Medal 10-lecia Polski Ludowej (14 stycznia 1955)[9]
- Złota Odznaka Honorowa Towarzystwa Przyjaźni Polsko-Radzieckiej (14 czerwca 1954)[10]

## Upamiętnienie
Jego nazwiskiem nazwano lodowiec na Spitsbergenie. W 1972 został patronem Zespołu Szkół Zawodowych w Świebodzinie. 

## Wybrane publikacje
- Teoria obróbki metali skrawaniem, Państwowe Wydawnictwo Naukowe, Warszawa 1956.